# Komlós Elemér
Komlós Elemér (Arad, 1894. július 6. – ?) magyar zeneszerző.

## Élete
Elemi és középiskoláit Aradon végezte. 1908-tól foglalkozott zeneszerzéssel és sok munkája jelent meg a kotta-piacon és nyert díjat pályázatokon. Felesége: Szabó Böske, színésznő volt.

## Főbb művei
- Tűzijáték, operett 3 felvonásban, társszerző: Gárdonyi Jenő, 1920.
- Felség hadnagya, operett, társszerző: Gárdonyi Jenő, 1923.
- Testőrszerelem, daljáték, társszerző: Kállai Nándor, e. e. Nagyvárad, Erdélyi Miklósnál, 1925.
- Szerencsekerék, operett, társszerzők: Kardos Andor és Szegő Nándor, 1927.
- Szerelem rózsái, revü operett, szövegkönyv: Galetta Ferenc, e. e. Temesvárott, Szendrey Mihálynál, 1929.